# Czerwięcino
Czerwięcino (deutsch Emmasthal) ist ein Wohnplatz in der Woiwodschaft Westpommern in Polen. Er gehört zu der Gmina Karlino (Stadt- und Landgemeinde Körlin) im Powiat Białogardzki (Belgarder Kreis).
Der Wohnplatz liegt in Hinterpommern, etwa 110 Kilometer nordöstlich von Stettin. Die nächsten Nachbarorte sind im Norden das Dorf Kłopotowo (Klaptow), im Osten das Dorf Lubiechowo (Lübchow) und im Süden, aber getrennt durch den in Ost-West-Richtung verlaufenden Lossbach und dessen moorige Umgebung, das Dorf Karścino (Kerstin).
Der Wohnplatz ist hervorgegangen aus der Heideschäferei des Gutes Klaptow, die bereits in der Mitte des 17. Jahrhunderts erwähnt wurde. Später wurde er zum Vorwerk des Gutes Klaptow ausgebaut. Der Ortsname Emmasthal wurde zu Beginn des 19. Jahrhunderts eingeführt.
Ab den 1920er Jahren wurde Emmasthal als eigener Gutsbetrieb geführt, als Wedigo von Wedel Emmasthal von seiner Mutter, die das Gut Klaptow besaß, überschrieben erhielt. Der Gutsbetrieb umfasste (Stand 1939) 454 Hektar Land.
In Emmasthal wurden im Jahre 1871 42 Einwohner gezählt, im Jahre 1895 60 Einwohner und im Jahre 1925 73 Einwohner.
Nördlich von Emmasthal lag der Haltepunkt Emmasthal an der Bahnstrecke Lübchow–Lustebuhr der Kolberger Kleinbahn. Die Strecke ist heute abgebaut.
Der Wohnplatz gehörte bis 1928 zum Gutsbezirk Klaptow. Mit Klaptow wurde der Wohnplatz im Jahre 1928 in die Gemeinde Peterfitz eingemeindet. Bis 1945 bildete Emmasthal dann einen Wohnplatz in der Gemeinde Peterfitz und gehörte mit dieser zum Kreis Kolberg-Körlin.
Nach 1945 kam der Wohnplatz, wie ganz Hinterpommern, an Polen. Er erhielt den polnischen Ortsnamen Czerwięcino. Er liegt heute im Gebiet der polnischen Gmina Karlino (Stadt- und Landgemeinde Körlin) und dort zum Schulzenamt Lubiechowo (Lübchow).